# Kijelentéslogika
Kijelentés alatt olyan mondatot értünk, amelyről egyértelműen eldönthető, hogy igaz vagy hamis. Gyakran kijelentésekből a „nem”, „és”, „vagy”, „ha… akkor”, „akkor és csak akkor” kötőszavak (logikai alapműveletek) felhasználásával úgynevezett összetett állításokat képezünk, melyeknek igazságértékét a bennük szereplő kijelentések igazságértéke határozza meg. A kijelentéslogika segítségével az állítások igazságértékeit matematikai formalizálással meg tudjuk adni. A formalizálásra azért van szükség, mert a természetes nyelvben többértelműség is előfordulhat, így nehéz az érvek helyességét megállapítani.

## Kijelentéslogikai műveletek
Kijelentések közti műveletekről akkor beszélhetünk, ha egy összetett mondat is kijelentés (felkiáltás, kérdés tehát nem lehet), és annak egyértelmű logikai értéket tudunk tulajdonítani a komponensek igazságértékből.

## Kijelentéslogikai formulák
A kijelentéslogika központi objektumai az úgynevezett kijelentéslogikai formulák. Ezek különböző szimbólumokból bizonyos szabályok szerint felépítendő szimbólumsorozatok (szavak). Ha A és B formulák, akkor az (AvB) kifejezést is formulaként értelmezzük.

## Logikai funktorok
A logikai funktorok fő feladata, hogy az információt tagolják, és logikailag értelmezhető szerkezetet hozzanak létre. A funktorokat más néven nevezhetjük befejezetlen kijelentésnek is. Beszélhetünk egy- és kétargumentumú mondatfunktorokról is. Az elsőrendű logikában szereplő logikai funktorok többsége igazságfunktor. Az igazságfunktorok igazságfüggvényeket jelölnek.

## Igazságfunktorok

### Negáció
```
Szimbóluma: ~
```

```
A    ~A
i     h
h     i
```

A negáció esetében beszélhetünk egyedül arról, hogy egyargumentumú mondatfunktor, hiszen csak egy állítás tagadása történik.
Ha az A elemi kijelentés elé tesszük a „~” jelet, akkor egy összetett kijelentést kapunk, ami kiolvasva: „nem A” vagy „nem igaz, hogy A”. A táblázatból látható, hogy a negáció az igazságértéket mindig ellentettjére változtatja.
Például: a „Süt a nap” kijelentés igaz, akkor a „Nem süt a nap” kijelentés hamis , és fordítva: ha az elemi kijelentés hamis volt, akkor az összetett igaz lesz. A logikai értelmezés szerint azonban a „nem” szócska mindig kijelentésekre érvényes –azaz tagadás –, nem úgy, mint a természetes nyelvi változatokban. 

### Konjunkció
```
Szimbóluma: &
```

```
A B A&B
i i  i
i h  h
h i  h
h h  h
```

A konjunkció két elemi kijelentést kapcsol össze, ahogy az a fenti táblázatban is látszik, csak abban az esetben lesz igaz, ha mindkét állítás igaz, minden egyéb esetben hamis.
Például: „Süt a nap és kék az ég” igaz lesz akkor, ha igaz az, hogy „Süt a nap” és igaz az is, hogy „Kék az ég”, ám ha a két állítás közül bármelyik hamis, vagy mindkettő hamis, akkor az összetett kijelentés is hamis lesz. A természetes nyelvi használathoz hasonlóan viselkedik az „és” szó a logikában is, de a negációhoz hasonlóan itt is mindig kijelentéseket kapcsol össze.

### Alternáció
```
Szimbóluma: v
```

```
A B AvB
i i  i
i h  i
h i  i
h h  h
```

A „vagy” szó a természetes nyelvben több különböző értelemben használható, logikai értelmezése ezért nem könnyű. A két legfontosabb megkülönböztetésre a logikában az alternáció és diszjunkció igazságtáblázatokat használjuk.
Közös mindkét kötőszónál, hogy ha mindkét elemi állítás hamis, akkor az összetett is hamis. Az is közös, hogy ha csak az egyik elemi kijelentés igaz, akkor ez biztosítja az összetett kijelentés igazságát. 
Például: „Ma este tornázom, vagy elmegyek moziba”, akkor ez hamis lesz, ha egyiket sem teszem meg, de igaz lesz, ha valamelyiknek (de csak az egyiknek) eleget teszek. Mi történik akkor, ha mindkét elem igaz, mert mindkét program megvalósul? Attól függ, hogyan értelmezzük a „vagy” kötőszót, ennek ugyanis két változata lehet:
- Ha „vagy”-ot alternációként értelmezzük, akkor az összetett kijelentés is igaz lesz („megengedő vagy”, mert megengedi, hogy a kettő egyaránt teljesüljön).
- Ha diszjunkcióként, akkor az összetett kijelentés hamis („kizáró vagy”, mert nem engedi meg az egyszerre teljesülést).

### Diszjunkció
```
Szimbóluma: ∇
```

```
A B  A∇B
i i  h
i h  i
h i  i
h h  h
```

Ebben az esetben a „vagy” (és főként a „vagy…, vagy…”) használata arra utal, hogy a kijelentés logikai szerkezete diszjunkciót takar.
Például: a „Vagy veszel nekem egy almát, vagy itt hagylak” kijelentés azt sugallja, hogy a két lehetőség közül csak az egyik fog teljesülni.
Azt, hogy a „vagy”-gyal kifejezett állítás alternáció vagy diszjunkció, a jelentés határozza meg, ám ez nem a logika feladata. A logikai vizsgálat azután kezdődik, hogy valamelyik lehetőség mellett elköteleztük magunkat, és innentől kezdve egyértelműen kezelhető.

### Kondicionális
```
Szimbóluma: ⊃
```

```
A B A⊃B
i i  i
i h  h
h i  i
h h  i
```

A „ha…, akkor” szerkezet használata a természetes nyelvben rengeteg variációban előfordul. A fenti igazságtáblázatáról leolvasható, hogy egy ilyen kijelentés csak abban az esetben hamis, ha az első elemi kijelentés igaz, a második pedig hamis, minden más esetben igaz. A kondicionális kötőszó használatánál fontos szerepe van az elemi kijelentések sorrendjének, hiszen ettől függ az összetett állítás igazságértéke (akárcsak a matematikában bizonyos műveletek sorrendje döntő). Így a két elemi kijelentést az „előtag” és „utótag” szavakkal különítjük el. Így tehát a kondicionális csak akkor hamis, ha az előtagja igaz és az utótagja hamis; minden más esetben igaz.
Például: „Ha holnap meleg lesz, akkor strandolni megyünk” igaz, ha holnap nem lesz meleg (függetlenül attól, hogy ekkor megyünk-e strandra, vagy nem), és igaz akkor is, ha holnap strandra megyünk (függetlenül attól, hogy meleg lesz-e) – azaz csak akkor hamis, ha meleg lesz, de mégsem megyünk strandra.

### Bikondicionális
```
Szimbóluma: ≡
```

```
A B A≡B
i i  i
i h  h
h i  h
h h  i
```

Az „akkor és csak akkor, ha” kifejezést ritkán használjuk a mindennapi beszélgetés során, bár előfordul, hogy ezt értjük a „ha, akkor” szerkezeten.  Lényeges azonban, hogy az előtag és utótag felcserélésével a kifejezés igazságértéke nem változik.
A precízebb tudományos (például matematikai) nyelvben ezt a szerkezetet szokás kifejezni az „akkor és csak akkor, ha” kifejezés segítségével. A bikondicionális akkor lesz igaz, ha az elemi kijelentések igazságértéke ugyanaz (vagy mindkettő igaz, vagy mindkettő hamis), és akkor lesz hamis, ha az elemi kijelentések igazságértéke eltérő.